# Breiodden
Breiodden (norwegisch für Breite Landspitze) ist eine Landspitze an der Prinzessin-Astrid-Küste des ostantarktischen Königin-Maud-Lands. Sie liegt nördlich des Vigridisen.
Wissenschaftler des Norwegischen Polarinstituts benannten sie deskriptiv.